# Лисенко Юрій Макарович
Юрій Макарович Ли́сенко (24 грудня 1925, В'язенка — 10 січня 2007, Київ) — український письменник; член Спілки письменників України з 1969 року.

## Біографія
Народився 24 грудня 1925 року у селі В'язенці (тепер Конотопський район Сумської області, Україна). Брав участь у німецько-радянській війні. Нагороджений орденом Вітчизняної війни І-го ступеня (6 квітня 1985), медалями «За відвагу» (8 серпня 1944), «За бойові заслуги» (16 лютого 1945).
З 1946 року працював на заводі «Арсенал». У 1954 році закінчив Всесоюзний юридичний заочний інститут. Впродовж 1953–1968 років працював інструктором Укоопспілки; у 1963–1968 роках — інженером-економістом Республіканської лабораторії Держкомзагу; з 1968 року — в Інституті зварювання Мінверстатопрому у Києві.
Помер 10 січня 2007 року у Києві.

## Творчість
Писав українською і російською мовами. Автор романів, збірок повістей і оповідань:
- «Плями на краплях роси» (1961);
- «За синім лісом» (1962);
- «Облава відкладається» (1968, написана 1963);
- «Важке відрядження» (1979);
- «Вовчий виводок» (1990);
- «Пятна на каплях росы» (1990; 2003);
- «Источник богатства» (2003).

Виступав у пресі з статтями на соціально-економічні та правові теми. Окремі твори перекладені російською мовою.